# Episodi di Oltre i limiti (sesta stagione)
La sesta stagione della serie televisiva Oltre i limiti è stata trasmessa in anteprima negli Stati Uniti d'America da Showtime tra il 21 gennaio 2000 e il 3 settembre 2000.
| nº | Titolo originale      | Titolo italiano | Prima TV USA     | Prima TV Italia |
| -- | --------------------- | --------------- | ---------------- | --------------- |
| 1  | Judgment Day          |                 | 21 gennaio 2000  |                 |
| 2  | The Gun               |                 | 28 gennaio 2000  |                 |
| 3  | Skin Deep             |                 | 4 febbraio 2000  |                 |
| 4  | Manifest Destiny      |                 | 11 febbraio 2000 |                 |
| 5  | Breaking Point        |                 | 18 febbraio 2000 |                 |
| 6  | The Beholder          |                 | 25 febbraio 2000 |                 |
| 7  | Seeds of Destruction  |                 | 3 marzo 2000     |                 |
| 8  | Simon Says            |                 | 10 marzo 2000    |                 |
| 9  | Stasis                |                 | 14 aprile 2000   |                 |
| 10 | Down to Earth         |                 | 21 aprile 2000   |                 |
| 11 | Inner Child           |                 | 28 aprile 2000   |                 |
| 12 | Glitch                |                 | 5 maggio 2000    |                 |
| 13 | Decompression         |                 | 30 giugno 2000   |                 |
| 14 | Abaddon               |                 | 7 luglio 2000    |                 |
| 15 | The Grid              |                 | 14 luglio 2000   |                 |
| 16 | Revival               |                 | 21 luglio 2000   |                 |
| 17 | Gettysburg            |                 | 28 luglio 2000   |                 |
| 18 | Something About Harry |                 | 4 agosto 2000    |                 |
| 19 | Zig Zag               |                 | 11 agosto 2000   |                 |
| 20 | Nest                  |                 | 18 agosto 2000   |                 |
| 21 | Final Appeal          |                 | 3 settembre 2000 |                 |